# مرقد هادي بن علي
مرقد هادي بن علي (بالفارسية: امامزاده هادی بن علی) هو مرقد شيعي تاريخي يعود إلى الدولة الإلخانية، ويقع في همدان.